# Lavocatavis
Lavocatavis is een geslacht van uitgestorven vogels dat tijdens het Eoceen (tussen de 52 en de 48 miljoen jaar geleden) voorkwam in het gebied van het huidige Zuidwest-Algerije. Het werd in 2011 beschreven door Mourer-Chauviré et al. in het tijdschrift Naturwissenschaften.
Deze auteurs stellen voor dat het een lid van de superfamilie Phorusrhacoidea is, waarmee het het eerste in Afrika voorkomende lid zou zijn van deze voornamelijk in Zuid-Amerika voorkomende groep. Deze classificatie is echter nog niet onafhankelijk bevestigd.
De tot nu toe enige soort en daardoor typesoort is Lavocatavis africana.

## Ontdekking en naamgeving

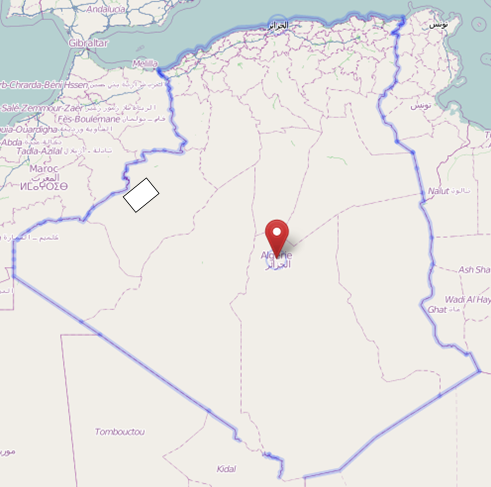
het gebied waar Lavocatavis voor het eerst werd gevonden (witte rechthoek)

Het holotype van Lavocatavis, UM HGL 51-55, bestaat uit een dijbeen. Het is redelijk goed bewaard in het midden, maar aan beide uiteinden zijn stukken afgebroken. Het werd gevonden in Algerije, meer bepaald in de laag HGL 51 van de Glib Zegdou formatie. Het werd op 22 juli 2011 voor het eerst beschreven door Cécile Mourer-Chauviré, Rodolphe Tabuce, M'hammed Mahboubi, Mohammed Adaci en Mustapha Bensalah in het tijdschrift Naturwissenschaften.

## Etymologie
De geslachtsnaam (Lavocatavis) is een samenstelling van "Lavocat", ter ere van René Lavocat, de persoon die de aardlaag waar het holotype uit komt voor het eerst rapporteerde, en "avis", latijn voor "vogel". De soortnaam (africana) is een verwijzing naar het continent Afrika.

## Beschrijving
Het gevonden dijbeen heeft in het midden een omtrek van 79 mm en is 220 mm lang. Aangezien een bot geen perfecte cilinder is varieert de diameter: 26 mm op zijn langst, 22,3 op zijn kortst (gemeten in het midden van het bot).  Met behulp van de omtreklengte kan het gewicht van Lavocatavis geschat worden. Het bekomen resultaat is echter afhankelijk van de gebruikte methode: 32 of 45–50 kg.
Zoals bij de andere schrikvogels was het dijbeen erg recht. Het vertoont in geen enkele richting een sterke kromming en buigt slechts aan het onderste eind licht naar voor. De fossa poplitea en de crista supracondylaris medialis zijn sterk ontwikkeld. De condylus lateralis steekt naar achter en naar onder uit. Daarnaast heeft het dijbeen Lavocatavis aan de bovenkant een afgeplatte facies articularis antitrochanterica. Ook is er geen uitstekende trochanter femoris. Het caput femoris is zwak aangegeven, maar dat deel van het bot is slecht gepreserveerd.
Meer specifiek lijkt het dijbeen het meest op dat van de leden van de onderfamilie Patagornithinae, hoewel het geslacht veel ouder is dan de bekende leden van deze onderfamilie. Lavocatavis lijkt vooral op Patagornis, maar zijn dijbeen verschilt van dat van Patagornis door de volgende eigenschappen: Het onderste deel is in verhouding smaller; De binnenste condylus steekt minder naar binnen uit; De buitenste condylus en trochlea steken minder naar buiten uit; De Fossa poplitea, de achterkant van de knie, heeft een ovale vorm en een beter afgebakende omtrek; De lengtedoorsnede van de bovenkant is in verhouding smaller.

## Taxonomie
De superfamilie Phorusrhacoidae bevat tegenwoordig enkel de familie Phorusrhacidae, hoewel vroeger classificaties zijn voorgesteld waarbij ze er meerdere bevatte. Volgens de auteurs van de oorspronkelijke publicatie lijkt Lavocatavis meer op de familie der schrikvogels dan op eender welke andere groep vogels. Ze beschouwen hem echter slechts als een lid van een familie incertae sedis binnen de superfamilie aangezien slechts een enkele dijbeen gevonden is. Het geslacht is dus geen lid van de familie Phorusrhacidae. De superfamilie heeft echter ook de naam "schrikvogels". Volgens deze classificatie kan men Lavocatavis dus wel een schrikvogel noemen.
Een andere classificatie, voorgesteld door Tambussi & Degrange in 2012, is dat Lavocatavis wel een lid is van de cariamiformes, net als de Phorusrhacidae, maar verder niet nader met hen verwant is. Hun gemeenschappelijke voorouder zou nog voor het definitief uiteenbreken van Afrika en Zuid-Amerika geleefd hebben. (zie kopje Schrikvogel in Afrika)
De classificatie van Lavocatavis blijft voorlopig onzeker. Zijn status als schrikvogel is nog betwistbaar.

## Schrikvogel in Afrika
De auteurs van de oorspronkelijke studie stellen voor dat het geslacht een lid is van de superfamilie Phorusrhacoidea. Deze superfamilie was tot dan echter voornamelijk bekend uit Zuid-Amerika, met één geslacht in Noord-Amerika: Titanis en enkele omstreden vondsten uit Antarctica. De vroegste vondsten van schrikvogels zijn ook maar 70 miljoen jaar oud, wat betekent dat de familie ontstaan is na het uiteenbreken van Afrika en Zuid-Amerika (ongeveer 100 miljoen jaar geleden).
De auteurs stellen dus twee hypotheses op voor het voorkomen van dit geslacht in Afrika. Beide gaan ervan uit dat de vogels oorspronkelijk ontstonden in Zuid-Amerika en zich later verspreidden naar Afrika. Dit was mogelijk, doordat de continenten nog niet zo ver uiteen lagen als vandaag. Hoewel (omstreden) vondsten van schrikvogels uit Antarctica bestaan werd de mogelijkheid dat de schrikvogels langs daar naar Afrika kwamen uitgesloten omdat de twee continenten toen al vrij ver uit elkaar lagen.

### Vliegende voorouders?
De eerste is dat vroege leden van de familie, die nog een beperkt vliegvermogen hadden, naar Afrika gevlogen zouden zijn. Pas daar zouden zij hun vermogen tot vliegen verloren hebben en zich convergent met hun Zuid-Amerikaanse verwanten tot grote, niet-vliegende roofvogels ontwikkeld hebben. Het is inderdaad voorgesteld dat dat de Psilopterinae, de kleinste en oudste vertegenwoordigers van de familie, nog een beperkt vliegvermogen hadden, maar ook deze bevindingen zijn nog omstreden. Dit is echter niet het enige probleem van deze hypothese. Het is ook onwaarschijnlijk dat het dijbeen van Lavocatavis zo zou lijken op dat van Patagornis als het geslacht zich al zo vroeg van de schrikvogels heeft afgesplitst. Verder is niet bekend of de omstandigheden in Afrika en Zuid-Amerika inderdaad zo gelijkaardig waren dat de evolutie zichzelf herhaalde.

### Via eilanden?
De tweede hypothese is dat leden van de familie die hun vermogen te vliegen al verloren hadden gemigreerd zijn over de Atlantische Oceaan. Deze migratie zou hebben plaatsgevonden tijdens het vroege Eoceen. De vogels zouden gebruikgemaakt hebben van enkele grotere eilanden die waarschijnlijk tijdens het begin van het Tertiair daar lagen waar tegenwoordig de walvis en Rio Grande ruggen liggen. Van sommige diersoorten, zoals de breedneusapen, is inderdaad bekend dat zij de Atlantische oceaan overstaken in het verleden, zij het van Afrika naar Zuid-Amerika en niet andersom. De eilanden die zij daarvoor vermoedelijk gebruikten liggen vandaag echter onder water en zijn dus moeilijk te bestuderen.

### Onafhankelijk ontwikkeld?
Tambussi & Degrange stelden in 2012 nog een derde hypothese voor. Zij menen dat Lavocatavis zich nog vroeger afsplitste van de schrikvogels. De voorouders van Lavocatavis zouden leden van de orde cariamiformes geweest zijn die zich al in Afrika bevonden voor het Zuid-Amerika er definitief van gescheiden werd. De gelijkenissen tussen het dijbeen van Lavocatavis en Patagornis zouden ontstaan zijn door een convergente aanpassing aan een niet-vliegende levensstijl. Verder onderzoek naar deze hypothese is echter moeilijk aangezien de kennis van de fylogenie van de uitgestorven cariamiformes erg beperkt is. Men kan Lavocatavis dus moeilijk met hen vergelijken. Zelfs al was hier een grondigere kennis over wordt een vergelijking nog altijd bemoeilijkt doordat dijbenen niet erg fylogenetisch informatief zijn.